# 台北聖家堂
台北聖家堂（台北聖家族教会の意）は台湾台北市大安区新生南路二段50號にあるカトリック教会およびその聖堂である。カトリック台北大司教区に所属し、台湾最大のカトリック教会で、いわゆるメガチャーチとして知られている。台北市内で2番目に広い大安森林公園から新生南路を挟んで向かい側にある。

## 沿革
- 1952年 - 3月、郭若石大司教の要請によりイエズス会士の神父4名が台北市安東街で日本式家屋を借り上げ宣教を開始。これが本小教区の初代聖堂であり、台北教区第4番目の小教区となった。
- 1953年 - 台北市新生南路の土地を購入し、第2代目の聖堂を建設。
- 1956年 - 潮州街に分教会を設立。
- 1957年 - 特に閩南語（台湾語）を使用する信徒のために永康街に分教会を設立。
- 1962年 - 6月、現在の敷地に林柏年の設計により第3代目の聖堂を建設開始。
- 1965年 - 1月10日、現聖堂を献堂、現在に至る。